# Hygeburg
Hygeburg, Hugeburc ou Huneburc est une religieuse et écrivaine anglo-saxonne de la deuxième moitié du VIIIe siècle. Moniale à l'abbaye de Heidenheim, elle est l'autrice d'hagiographies de deux missionnaires anglo-saxons ayant contribué à l'évangélisation de l'Allemagne, les frères Willibald et Wynnebald. Elle est la première Anglaise connue à avoir rédigé une œuvre littéraire substantielle.

## Biographie
On ne sait quasiment rien de la vie de Hygeburg, à l'exception de quelques informations disséminées dans son œuvre. Elle se décrit comme une « humble parente » de la fratrie composée de l'évêque Willibald d'Eichstätt, de l'abbé Wynnebald et de l'abbesse Walburge. Wynnebald fonde l'abbaye de Heidenheim en 752, dans la foulée de la mission de Boniface en Thuringe. Après sa mort, en 761, sa sœur Walburge lui succède à la tête de l'abbaye et Heidenheim devient un monastère double, qui accueille aussi bien des femmes que des hommes. C'est vers cette date que Hygeburg devient moniale à Heidenheim.

## Œuvre

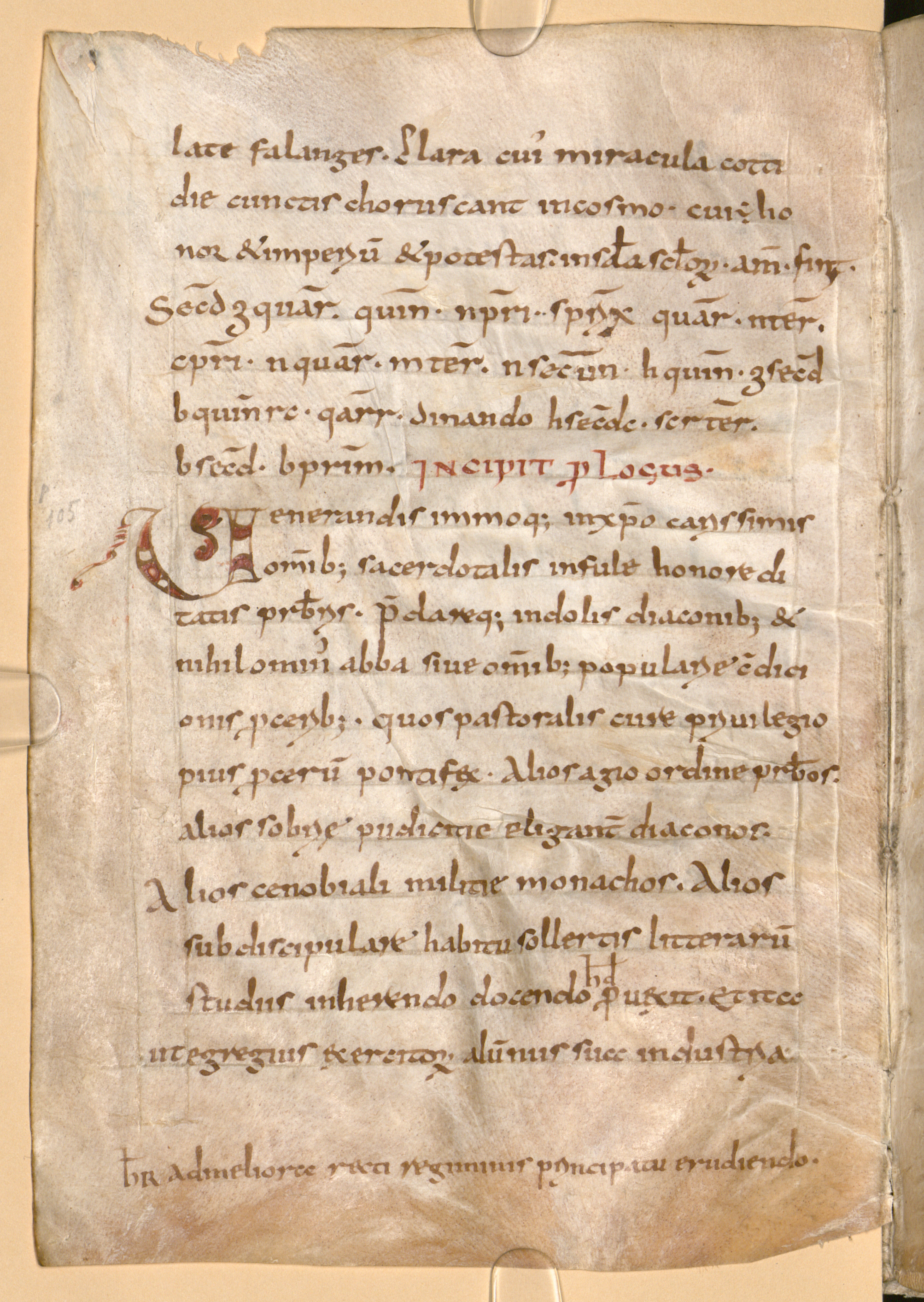
Le folio 71v du manuscrit Clm 1086. Le texte codé occupe les lignes 4 à 7.

Entre 767 et 778, Hygeburg rédige une hagiographie de Willibald. Cette Vita sancti Willibaldi (BHL 8931) inclut le récit du pèlerinage de Willibald en Terre sainte, qui s'est déroulé de 723 à 729. Hygebyurg recueille ce récit, le Hodoeporicon (« itinéraire »), de la bouche de Willibald lui-même, vraisemblablement à l'occasion du transfert des reliques de Wynnebald (mort en 761), un événement qui prend place en 777 ou 778. L'entreprise de Hygeburg reçoit le soutien de l'abbesse Walburge, bien qu'elle ne fasse pas l'unanimité au sein de l'abbaye. Elle rédige plus tard, entre 782 et 785, une hagiographie de Wynnebald, la Vita sancti Wynnebaldi (BHL 8996). Elle y décrit des miracles auxquels elle a assisté peu après sa mort, au moment de son arrivée à Heidenheim,.
Le latin de Hygeburg se caractérise par son exubérance, qui traduit sans doute son enthousiasme et sa grande curiosité pour le sujet qu'elle traite. Très influencée par les écrits d'Aldhelm, elle utilise un vocabulaire très recherché dans des phrases très complexes, avec une grammaire parfois peu orthodoxe. Son style est comparable à celui de Hrotsvita de Gandersheim,.
La plus ancienne copie connue de l'œuvre de Hygeburg se trouve dans le manuscrit Clm 1086 de la Bayerische Staatsbibliothek, à Munich, composé vers l'an 800. Son nom n'est découvert qu'en 1931, lorsque le paléographe allemand Bernhard Bischoff déchiffre un texte codé inséré dans ce manuscrit au début de l'hagiographie de Wynnebald :

« Secdg quar. quin. npri. sprix quar. nter. cpri. nquar. mter. nsecun. hquin. gsecd. bquinrc. qarr. dinando. hsecdc. scrter. bsecd. bprim. »

Dans ce code, les voyelles sont remplacées par les abréviations des adjectifs ordinaux : « pri » (1) signifie a, « secd » ou « secun » (2) signifie e, « ter » (3) signifie i, « q(u)ar » (4) signifie o et « quin » signifie u. Une fois déchiffré, le texte se lit :

« Ego una Saxonica nomine Hugeburc ordinando hec scribebam. »